# Juillé (Sarthe)
Juillé é uma comuna francesa na região administrativa do País do Loire, no departamento de Sarthe. Estende-se por uma área de 5.72 km². Em 2010 a comuna tinha 470 habitantes (densidade: 82,2 hab./km²).